# Cyligramma conradsi
Cyligramma conradsi là một loài bướm đêm thuộc họ Noctuidae. This moth species is commonly được tìm thấy ở Tanzania.